# لاواندا پیج

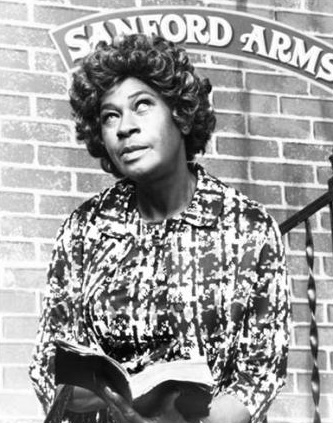
LaWanda Page (1977)

لاواندا پیج (به انگلیسی: LaWanda Page) (زاده ۱۹ اکتبر ۱۹۲۰-درگذشته ۱۴ سپتامبر ۲۰۰۲)، بازیگر و کمدین آمریکایی بود.
از فیلم‌های معروف او می‌توان به بازی در فیلم حرکت دلقک و زاپ شده! اشاره کرد.